# یواس‌اس جگوار (آی‌ایکس-۱۲۰)
یواس‌اس جگوار (آی‌ایکس-۱۲۰) (به انگلیسی: USS Jaguar (IX-120)) یک کشتی بود که طول آن ۴۴۱ فوت ۶ اینچ (۱۳۴٫۵۷ متر) بود. این کشتی در سال ۱۹۴۳ ساخته شد.